# Wahlkreis Novara (Camera dei deputati)
Der Wahlkreis Novara war von 1993 bis 2007 und ist seit 2017 wieder ein Wahlkreis (italienisch collegio elettorale) für die Wahl der Abgeordnetenkammer.

## Von 1993 bis 2005

### Wahlkreisgebiet
Der Wahlkreis umfasste 25 Gemeinden: Biandrate, Borgolavezzaro, Briona, Caltignaga, Carpignano Sesia, Casalbeltrame, Casaleggio Novara, Casalino, Casalvolone, Castellazzo Novarese, Garbagna Novarese, Granozzo con Monticello, Landiona, Mandello Vitta, Nibbiola, Novara, Recetto, San Nazzaro Sesia, San Pietro Mosezzo, Sillavengo, Terdobbiate, Tornaco, Vespolate, Vicolungo und Vinzaglio.

### Wahlergebnisse

#### Parlamentswahl 1994

##### Direktstimmen
| Kandidaten               | Kandidaten                     | Parteien                                 | Stimmen | %    |
| ------------------------ | ------------------------------ | ---------------------------------------- | ------- | ---- |
|                          | Luciano Angelo Bistaffagewählt | Polo delle Libertà (FI – LN – CCD – UdC) | 43.682  | 46,8 |
|                          | Giovanni Correnti              | Progressisti                             | 23.683  | 25,4 |
|                          | Enrico Nerviani                | Patto per l’Italia                       | 13.602  | 14,6 |
|                          | Emilio Iodice                  | Alleanza Nazionale                       | 7.723   | 8,3  |
|                          | Gianpiero Bonfantini           | Lista Marco Pannella – Riformatori       | 4.561   | 4,9  |
| Gesamt                   | Gesamt                         | Gesamt                                   | 93.251  | 100  |
|                          |                                |                                          |         |      |
| Ungültige Stimmen        | Ungültige Stimmen              | Ungültige Stimmen                        | 6.278   | 6,3  |
| Wähler                   | Wähler                         | Wähler                                   | 99.529  | 92,6 |
| Wahlberechtigte          | Wahlberechtigte                | Wahlberechtigte                          | 107.536 |      |
|                          |                                |                                          |         |      |
| Quelle: Innenministerium |                                |                                          |         |      |

##### Listenstimmen
| Parteien                             | Parteien             | Parteien                           | Stimmen | %    |
| ------------------------------------ | -------------------- | ---------------------------------- | ------- | ---- |
|                                      | Polo delle Libertà   | Forza Italia                       | 29.585  | 31,6 |
| Lega Nord                            | Polo delle Libertà   | 13.148                             | 14,0    |      |
| ↳ Gesamt                             | Polo delle Libertà   | 42.733                             | 45,6    |      |
|                                      | Progressisti         | Partito Democratico della Sinistra | 15.350  | 16,4 |
| Partito della Rifondazione Comunista | Progressisti         | 5.086                              | 5,4     |      |
| Federazione dei Verdi                | Progressisti         | 3.348                              | 3,6     |      |
| Partito Socialista Italiano          | Progressisti         | 1.359                              | 1,4     |      |
| Alleanza Democratica                 | Progressisti         | 1.356                              | 1,4     |      |
| La Rete                              | Progressisti         | 991                                | 1,1     |      |
| ↳ Gesamt                             | Progressisti         | 27.490                             | 29,3    |      |
|                                      | Patto per l’Italia   | Partito Popolare Italiano          | 10.535  | 11,2 |
|                                      | Alleanza Nazionale   | Alleanza Nazionale                 | 7.682   | 8,2  |
|                                      | Lista Marco Pannella | Lista Marco Pannella               | 5.302   | 5,7  |
| Gesamt                               | Gesamt               | Gesamt                             | 93.742  | 100  |
|                                      |                      |                                    |         |      |
| Ungültige Stimmen                    | Ungültige Stimmen    | Ungültige Stimmen                  | 5.784   | 5,8  |
| Wähler                               | Wähler               | Wähler                             | 99.526  | 92,6 |
| Wahlberechtigte                      | Wahlberechtigte      | Wahlberechtigte                    | 107.536 |      |
|                                      |                      |                                    |         |      |
| Quelle: Innenministerium             |                      |                                    |         |      |

#### Parlamentswahl 1996

##### Direktstimmen
| Kandidaten               | Kandidaten              | Parteien                | Stimmen | %    |
| ------------------------ | ----------------------- | ----------------------- | ------- | ---- |
|                          | Ugo Martinatgewählt     | Polo per le Libertà     | 36.109  | 40,1 |
|                          | Giancarlo Lombardi      | L’Ulivo                 | 35.727  | 39,6 |
|                          | Guglielmo Carbonero     | Lega Nord               | 13.135  | 14,6 |
|                          | Cesare Augusto Corselli | Lista Pannella – Sgarbi | 3.208   | 3,6  |
|                          | Igor Cioffi             | Mani Pulite             | 1.928   | 2,1  |
| Gesamt                   | Gesamt                  | Gesamt                  | 90.107  | 100  |
|                          |                         |                         |         |      |
| Ungültige Stimmen        | Ungültige Stimmen       | Ungültige Stimmen       | 7.291   | 7,5  |
| Wähler                   | Wähler                  | Wähler                  | 97.398  | 90,4 |
| Wahlberechtigte          | Wahlberechtigte         | Wahlberechtigte         | 107.754 |      |
|                          |                         |                         |         |      |
| Quelle: Innenministerium |                         |                         |         |      |

##### Listenstimmen
| Parteien                                          | Parteien                             | Parteien                             | Stimmen | %    |
| ------------------------------------------------- | ------------------------------------ | ------------------------------------ | ------- | ---- |
|                                                   | Polo per le Libertà                  | Forza Italia                         | 23.797  | 26,2 |
| Alleanza Nazionale                                | Polo per le Libertà                  | 12.364                               | 13,6    |      |
| CCD – CDU                                         | Polo per le Libertà                  | 3.125                                | 3,4     |      |
| ↳ Gesamt                                          | Polo per le Libertà                  | 39.286                               | 43,2    |      |
|                                                   | L’Ulivo                              | Partito Democratico della Sinistra   | 14.476  | 15,9 |
| Popolari per Prodi (PPI – SVP – PRI – UD – Prodi) | L’Ulivo                              | 10.723                               | 11,8    |      |
| Federazione dei Verdi                             | L’Ulivo                              | 2.574                                | 2,8     |      |
| ↳ Gesamt                                          | L’Ulivo                              | 27.773                               | 30,5    |      |
|                                                   | Lega Nord                            | Lega Nord                            | 12.294  | 13,5 |
|                                                   | Partito della Rifondazione Comunista | Partito della Rifondazione Comunista | 8.025   | 8,8  |
|                                                   | Lista Pannella – Sgarbi              | Lista Pannella – Sgarbi              | 2.814   | 3,1  |
|                                                   | Mani Pulite                          | Mani Pulite                          | 771     | 0,8  |
| Gesamt                                            | Gesamt                               | Gesamt                               | 90.963  | 100  |
|                                                   |                                      |                                      |         |      |
| Ungültige Stimmen                                 | Ungültige Stimmen                    | Ungültige Stimmen                    | 6.435   | 6,6  |
| Wähler                                            | Wähler                               | Wähler                               | 97.398  | 90,4 |
| Wahlberechtigte                                   | Wahlberechtigte                      | Wahlberechtigte                      | 107.754 |      |
|                                                   |                                      |                                      |         |      |
| Quelle: Innenministerium                          |                                      |                                      |         |      |

#### Parlamentswahl 2001

##### Direktstimmen
| Kandidaten               | Kandidaten              | Parteien           | Stimmen | %    |
| ------------------------ | ----------------------- | ------------------ | ------- | ---- |
|                          | Gianni Mancusogewählt   | Casa delle Libertà | 43.061  | 51,0 |
|                          | Mario Agnesina          | L’Ulivo            | 32.718  | 38,8 |
|                          | Gian Battista Ronza     | Lista Di Pietro    | 3.406   | 4,0  |
|                          | Cesare Augusto Corselli | Lista Emma Bonino  | 3.358   | 4,0  |
|                          | Roberta Sguazzini       | Democrazia Europea | 1.853   | 2,2  |
| Gesamt                   | Gesamt                  | Gesamt             | 84.396  | 100  |
|                          |                         |                    |         |      |
| Ungültige Stimmen        | Ungültige Stimmen       | Ungültige Stimmen  | 7.284   | 7,9  |
| Wähler                   | Wähler                  | Wähler             | 91.680  | 85,5 |
| Wahlberechtigte          | Wahlberechtigte         | Wahlberechtigte    | 107.264 |      |
|                          |                         |                    |         |      |
| Quelle: Innenministerium |                         |                    |         |      |

##### Listenstimmen
| Parteien                               | Parteien                             | Parteien                             | Stimmen | %    |
| -------------------------------------- | ------------------------------------ | ------------------------------------ | ------- | ---- |
|                                        | Casa delle Libertà                   | Forza Italia                         | 29.084  | 34,4 |
| Alleanza Nazionale                     | Casa delle Libertà                   | 9.963                                | 11,8    |      |
| Lega Nord                              | Casa delle Libertà                   | 4.306                                | 5,1     |      |
| CCD – CDU                              | Casa delle Libertà                   | 1.761                                | 2,1     |      |
| Nuovo PSI                              | Casa delle Libertà                   | 741                                  | 0,9     |      |
| ↳ Gesamt                               | Casa delle Libertà                   | 45.855                               | 54,2    |      |
|                                        | L’Ulivo                              | Democratici di Sinistra              | 14.613  | 17,3 |
| La Margherita (Dem – PPI – RI – Udeur) | L’Ulivo                              | 9.853                                | 11,6    |      |
| Partito dei Comunisti Italiani         | L’Ulivo                              | 1.757                                | 2,1     |      |
| Il Girasole (FdV – SDI)                | L’Ulivo                              | 1.474                                | 1,7     |      |
| ↳ Gesamt                               | L’Ulivo                              | 27.697                               | 32,7    |      |
|                                        | Partito della Rifondazione Comunista | Partito della Rifondazione Comunista | 4.157   | 4,9  |
|                                        | Lista Di Pietro                      | Lista Di Pietro                      | 2.947   | 3,5  |
|                                        | Lista Emma Bonino                    | Lista Emma Bonino                    | 2.529   | 3,0  |
|                                        | Democrazia Europea                   | Democrazia Europea                   | 824     | 1,0  |
|                                        | Fiamma Tricolore                     | Fiamma Tricolore                     | 581     | 0,7  |
|                                        | Abolizione Scorporo                  | Abolizione Scorporo                  | 70      | 0,1  |
| Gesamt                                 | Gesamt                               | Gesamt                               | 84.660  | 100  |
|                                        |                                      |                                      |         |      |
| Ungültige Stimmen                      | Ungültige Stimmen                    | Ungültige Stimmen                    | 7.023   | 7,7  |
| Wähler                                 | Wähler                               | Wähler                               | 91.683  | 85,5 |
| Wahlberechtigte                        | Wahlberechtigte                      | Wahlberechtigte                      | 107.264 |      |
|                                        |                                      |                                      |         |      |
| Quelle: Innenministerium               |                                      |                                      |         |      |

## Von 2017 bis 2020

### Wahlkreisgebiet
Der Wahlkreis umfasste Gemeinden: 

### Wahlergebnisse

#### Parlamentswahl 2018
| Kandidaten               | Kandidaten                     | Stimmen | %    | Listen                         | Stimmen | %    |
| ------------------------ | ------------------------------ | ------- | ---- | ------------------------------ | ------- | ---- |
|                          | Alberto Luigi Gusmeroligewählt | 68.688  | 45,9 | Lega                           | 38.303  | 25,6 |
| Forza Italia             | Alberto Luigi Gusmeroligewählt | 68.688  | 45,9 | 22.610                         | 15,1    |      |
| Fratelli d’Italia        | Alberto Luigi Gusmeroligewählt | 68.688  | 45,9 | 6.873                          | 4,6     |      |
| Noi con l’Italia – UDC   | Alberto Luigi Gusmeroligewählt | 68.688  | 45,9 | 902                            | 0,6     |      |
|                          | Davide Crippa                  | 37.547  | 25,1 | Movimento 5 Stelle             | 37.547  | 25,1 |
|                          | Franca Biondelli               | 34.422  | 23,0 | Partito Democratico            | 28.524  | 19,1 |
| +Europa                  | Franca Biondelli               | 34.422  | 23,0 | 4.685                          | 3,1     |      |
| Italia Europa Insieme    | Franca Biondelli               | 34.422  | 23,0 | 662                            | 0,4     |      |
| Civica Popolare          | Franca Biondelli               | 34.422  | 23,0 | 551                            | 0,4     |      |
|                          | Giuseppina Muscariello         | 3.906   | 2,6  | Liberi e Uguali                | 3.906   | 2,6  |
|                          | Simone Gaiera                  | 1.674   | 1,1  | CasaPound Italia               | 1.674   | 1,1  |
|                          | Giuditta Francese              | 1.026   | 0,7  | Potere al Popolo!              | 1.026   | 0,7  |
|                          | Alberto Aurelio Cerutti        | 1.014   | 0,7  | Il Popolo della Famiglia       | 1.014   | 0,7  |
|                          | Lorenzo Borioli                | 969     | 0,6  | Italia agli Italiani (FT – FN) | 969     | 0,6  |
|                          | Marco Antonio Vacca            | 486     | 0,3  | Partito Valore Umano           | 486     | 0,3  |
| Gesamt                   | Gesamt                         | 149.732 | 100  |                                | 149.732 | 100  |
|                          |                                |         |      |                                |         |      |
| Ungültige Stimmen        | Ungültige Stimmen              | 5.461   | 3,5  |                                |         |      |
| Wähler                   | Wähler                         | 155.193 | 75,5 |                                |         |      |
| Wahlberechtigte          | Wahlberechtigte                | 205.466 |      |                                |         |      |
|                          |                                |         |      |                                |         |      |
| Quelle: Innenministerium |                                |         |      |                                |         |      |

## Seit 2020

### Wahlkreisgebiet
| Wahlkreise – Camera dei deputati – Piemont | Wahlkreise – Camera dei deputati – Piemont  | Wahlkreise – Camera dei deputati – Piemont |
| Provinz                                    | Provinz                                     | Gemeinden nach Provinzen ⮞ Wahlkreis |
| ------------------------------------------ | ------------------------------------------- | --- |
|                                            | Metropolitanstadt Turin (312 Gemeinden)     | Teil Turins ⮞ Wahlkreis Turin – Circoscrizione 2 Teil Turins ⮞ Wahlkreis Turin – Circoscrizione 3 186 ⮞ Wahlkreis Chieri 22 ⮞ Wahlkreis Collegno 103 ⮞ Wahlkreis Moncalieri |
|                                            | Provinz Alessandria (187 Gemeinden)         | alle ⮞ Wahlkreis Alessandria |
|                                            | Provinz Asti (118 Gemeinden)                | alle ⮞ Wahlkreis Asti |
|                                            | Provinz Biella (74 Gemeinden)               | alle ⮞ Wahlkreis Vercelli |
|                                            | Provinz Cuneo (247 Gemeinden)               | 169 ⮞ Wahlkreis Cuneo 78 ⮞ Wahlkreis Asti |
|                                            | Provinz Novara (87 Gemeinden)               | 78 ⮞ Wahlkreis Novara 9 ⮞ Wahlkreis Vercelli |
|                                            | Provinz Verbano-Cusio-Ossola (74 Gemeinden) | alle ⮞ Wahlkreis Novara |
|                                            | Provinz Vercelli (82 Gemeinden)             | alle ⮞ Wahlkreis Vercelli |

Der Wahlkreis umfasst 152 Gemeinden: 
- 78 Gemeinden der Provinz Novara;
- alle 74 Gemeinden der Provinz Verbano-Cusio-Ossola.

### Wahlergebnisse

#### Parlamentswahl 2022
| Kandidaten                          | Kandidaten                     | Stimmen | %    | Listen                                                  | Stimmen | %    |
| ----------------------------------- | ------------------------------ | ------- | ---- | ------------------------------------------------------- | ------- | ---- |
|                                     | Alberto Luigi Gusmeroligewählt | 128.707 | 52,7 | Fratelli d’Italia                                       | 73.062  | 29,9 |
| Lega per Salvini Premier            | Alberto Luigi Gusmeroligewählt | 128.707 | 52,7 | 32.732                                                  | 13,4    |      |
| Forza Italia                        | Alberto Luigi Gusmeroligewählt | 128.707 | 52,7 | 21.466                                                  | 8,8     |      |
| Noi Moderati                        | Alberto Luigi Gusmeroligewählt | 128.707 | 52,7 | 1.447                                                   | 0,6     |      |
|                                     | Emanuela Allegra               | 62.008  | 25,4 | Partito Democratico – Italia Democratica e Progressista | 45.179  | 18,5 |
| +Europa                             | Emanuela Allegra               | 62.008  | 25,4 | 8.160                                                   | 3,3     |      |
| Alleanza Verdi e Sinistra           | Emanuela Allegra               | 62.008  | 25,4 | 7.523                                                   | 3,1     |      |
| Impegno Civico – Centro Democratico | Emanuela Allegra               | 62.008  | 25,4 | 1.146                                                   | 0,5     |      |
|                                     | Vittorio Barazzotto            | 20.873  | 8,5  | Azione – Italia Viva                                    | 20.873  | 8,5  |
|                                     | Mario Iacopino                 | 20.804  | 8,5  | Movimento 5 Stelle                                      | 20.804  | 8,5  |
|                                     | Eleonora Chiodo                | 5.518   | 2,3  | Italexit per l’Italia                                   | 5.518   | 2,3  |
|                                     | Mattia Bianchi                 | 3.957   | 1,6  | Italia Sovrana e Popolare                               | 3.957   | 1,6  |
|                                     | Daniele Cherubin               | 2.531   | 1,0  | Unione Popolare                                         | 2.531   | 1,0  |
| Gesamt                              | Gesamt                         | 244.398 | 100  |                                                         | 244.398 | 100  |
|                                     |                                |         |      |                                                         |         |      |
| Ungültige Stimmen                   | Ungültige Stimmen              | 11.918  | 4,6  |                                                         |         |      |
| Wähler                              | Wähler                         | 256.316 | 65,9 |                                                         |         |      |
| Wahlberechtigte                     | Wahlberechtigte                | 388.858 |      |                                                         |         |      |
|                                     |                                |         |      |                                                         |         |      |
| Quelle: Innenministerium            |                                |         |      |                                                         |         |      |